# Бесленеївці
Бесленеївці (бесленей) — адизький субетнос. Населяв раніше велику степову територію — схід Краснодарського краю, захід і південний захід Ставропольського краю, а також північ сучасної Карачаєво-Черкесії.
Сучасні бесленеївські аули в Росії — Кургоковський, Коноковський в Краснодарському краї, Бесленей і Вакожилє в Карачаєво-Черкесії, Уляп в Адигеї.
У XIII ст. бесленеївці переселяються з Чорноморського узбережжя Кавказу на північний схил Західного Кавказу. 